# Károly Bartha
Károly Bartha   (Budapest, 4 de novembre de 1907 - Boston, 4 de febrer de 1991) va ser un nedador hongarès que va competir durant la dècada de 1920.
El 1924 va prendre part en els Jocs Olímpics de París, on va guanyar la medalla de bronze en els 100 metres esquena del programa de natació.
El 1926 va guanyar la medalla de plata en els 100 metres esquena del Campionat d'Europa de natació de 1926.